# Tespezjusz
Tespezjusz, Tespezy – imię męskie pochodzenia greckiego, od gr. théspesios — "nadludzki, boski, obwieszczający boskie rzeczy, natchniony". Istnieje dwóch świętych o tym imieniu. 
Tespezjusz, Tespezy imieniny obchodzą 1 czerwca i 20 listopada.